# Кашине Кјеза (Асти)
Кашине Кјеза је насеље у Италији у округу Асти, региону Пијемонт.
Према процени из 2011. у насељу је живело 28 становника. Насеље се налази на надморској висини од 168 м.